# Records du monde de tir à l'arc
Cet article présente les records du monde de tir à l'arc actuellement en vigueur.
 Dans les cas où le score maximum est atteint, on précise le nombre de 10 + (X) pour départager les archers.

## Records Hommes

### Arc Classique
| Discipline                                     | Record    | Maximum de point | Archer           | Date               | Lieu         | Evènement                                            |
| ---------------------------------------------- | --------- | ---------------- | ---------------- | ------------------ | ------------ | ---------------------------------------------------- |
| 1440 Round - 144 flèches                       | 1391      | 1440             | Kim Woo-jin      | 30 octobre 2014    | Corée du Sud | 95e Festival national du sport                       |
| 90 mètres - 36 flèches                         | 343       | 360              | Kim Woo-jin      | 13 septembre 2017  | Yecheon      | 49e National All-Star Archery Tournament             |
| 70 mètres - 36 flèches                         | 353       | 360              | Oh Jin-Hyek      | 29 août 2015       | Cheongju     | 32e Korea Archery Association President Flag Tour    |
| 50 mètres - 36 flèches                         | 351       | 360              | Kim Kyung-Ho     | 1er septembre 1997 |              |                                                      |
| 30 mètres - 36 flèches                         | 360 (27X) | 360              | Kim Kyung-Ho     | 15 juin 2018       | Gwangju      | 36e National Tournament For President Challenge Flag |
| 70 mètres Round - 72 flèches                   | 702       | 720              | Brady Ellison    | 11 août 2019       | Lima         | Jeux panaméricains                                   |
| Match de 12 flèches (extérieur)                | 120 (4X)  | 120              | Kim Woo-jin      | 23 octobre 2009    | Corée du Sud | 90e Festival national du sport                       |
| Match de 18 flèches (extérieur)                | 177       | 180              | Chang Yong-Ho    | 2 septembre 2001   |              |                                                      |
| Combined Final Rounds - 36 flèches (extérieur) | 346       | 360              | Baek Jong-Min    | 13 août 2001       |              |                                                      |
| 25 mètres - 60 flèches                         | 598       | 600              | Michele Frangili | 25 novembre 2001   | Italie       | Gallarate - Indoor 25M                               |
| 18 mètres - 60 flèches                         | 599       | 600              | Brady Ellison    | 20 janvier 2017    | Nîmes        | Coupe du monde de tir à l'arc en salle 3e étape      |
| Combined Final Rounds - 36 flèches (Intérieur) | 358       | 360              | Michele Frangili | 3 mars 2004        |              |                                                      |
| Match de 18 flèches (intérieur)                | 180 (0X)  | 180              | Matteo Bisiani   | 1er février 1996   |              |                                                      |
| Match de 12 flèches (intérieur)                | 120 (0X)  | 120              | Richard Johnson  | 1er janvier 1995   |              |                                                      |

#### Arc Classique par équipe
| Discipline                     | Record | Maximum de point | Équipe       | Archers                                              | Date             | Lieu       | Evènement                                                     |
| ------------------------------ | ------ | ---------------- | ------------ | ---------------------------------------------------- | ---------------- | ---------- | ------------------------------------------------------------- |
| 1440 Round - 432 flèches       | 4122   | 4320             | Corée du Sud | Im Dong Hyum Lee Chang-hwan Oh Jin Hyek              | 4 septembre 2009 | Ulsan      | Ulsan 2009 World Archery Championships                        |
| 70 mètres Round - 216 flèches  | 2087   | 2160             | Corée du Sud | Im Dong Hyum Kim Bubmin Oh Jin Hyek                  | 27 juillet 2012  | Londres    | JO de 2012                                                    |
| Match - 24 flèches (extérieur) | 233    | 240              | Corée du Sud | Im Dong Hyum Kim Woo-jin Oh Jin Hyek                 | 4 octobre 2011   | Londres    | London Archery Classic Rournament Evènement de test olympique |
| Match - 48 flèches             | 450    | 480              | Italie       | Marco Galiazzo Ilario Di Buò Michele Frangilli       | 12 juin 2006     | Poreč      | Coupe du monde Meteksan 1re étape                             |
| Match - 24 flèches (intérieur) | 239    | 240              | Ukraine      | Markiyan Ivashko Yaroslav Mokrynsky Yevhen Marchenko | 12 janvier 2012  | Tcherkassy | Championnat ukrainien de tir à l'arc en salle                 |

### Arc à poulies
| Discipline                                     | Record    | Maximum de point | Archer              | Date              | Lieu          | Evènement                                         |
| ---------------------------------------------- | --------- | ---------------- | ------------------- | ----------------- | ------------- | ------------------------------------------------- |
| 1440 Round - 144 flèches                       | 1419      | 1440             | Peter Elzinga       | 11 avril 2009     | Almere        | FITA / Olympic Round                              |
| 90 mètres - 36 flèches                         | 352       | 360              | Peter Elzinga       | 6 juillet 2013    | Almere        | Championnat des Pays-Bas de tir à l'arc extérieur |
| 70 mètres - 36 flèches                         | 358       | 360              | Peter Elzinga       | 11 avril 2009     | Almere        | FITA / Olympic Round                              |
| 50 mètres - 36 flèches                         | 358       | 360              | Peter Elzinga       | 4 juillet 2009    | Baarschot     | Championnat des Pays-Bas Target                   |
| 30 mètres - 36 flèches                         | 360 (33X) | 360              | Seppie Cilliers     | 5 juillet 2009    | Durban        | Claudette Shiers Tournament                       |
| 70 mètres Round - 72 flèches                   | 713       | 720              | Dietmar Trillus     | 13 juin 2009      | Caledon       | Double FITA & 70M                                 |
| 50 mètres Round - 72 flèches                   | 718       | 720              | Braden Gellenthien  | 13 juillet 2016   | Decatur       | 132e Championnat National Target                  |
| Match de 15 flèches (extérieur)                | 150 (12X) | 150              | Reo Wilde           | 7 mai 2015        | Shanghai      | Championnat du monde de tir à l'arc               |
| Match de 18 flèches (extérieur)                | 178       | 180              | Gerhard Kreanabeter | 1er juillet 1999  |               |                                                   |
| Match de 12 flèches (extérieur)                | 120 (8X)  | 120              | Braden Gellenthien  | 26 septembre 2009 | Copenhague    | Finale de la coupe du monde de tir à l'arc        |
| Combined Final Rounds - 36 flèches (extérieur) | 358       | 360              | Dave Cousins        | 21 mai 2000       |               |                                                   |
| 25 mètres - 60 flèches                         | 595       | 600              | Dave Cousins        | 1er janvier 2000  |               |                                                   |
| 18 mètres - 60 flèches                         | 600 (0X)  | 600              | Mike Schloesser     | 24 janvier 2015   | Nîmes         | Coupe du monde de tir à l'arc en salle 3e étape   |
| Combined Final Rounds - 36 flèches (Intérieur) | 358       | 360              | Morgan Lundin       | 3 avril 2005      | Göteborg      | Championnat suédois de tir à l'arc                |
| Match de 18 flèches (intérieur)                | 180 (0X)  | 180              | Dee Wilde           | 1er mars 1995     | Birmingham    | Championnat du monde de tir à l'arc en salle      |
| Match de 15 flèches (intérieur)                | 150 (12X) | 150              | Stephan Hansen      | 26 octobre 2014   | Høje-Taastrup | Buernes By                                        |
| Match de 12 flèches (intérieur)                | 120 (0X)  | 120              | Dee Wilde           | 1er mars 1995     | Birmingham    | Championnat du monde de tir à l'arc en salle      |

#### Arc à poulies par équipe
| Discipline                     | Record   | Maximum de point | Équipe     | Archers                                              | Date           | Lieu         | Evènement                                       |
| ------------------------------ | -------- | ---------------- | ---------- | ---------------------------------------------------- | -------------- | ------------ | ----------------------------------------------- |
| 1440 Round - 432 flèches       | 4202     | 4320             | États-Unis | Reo Wilde Logan Wilde Dave Cousins                   | 22 juin 2006   | San Salvador | Coupe du monde Metksan 3e étape                 |
| 70 mètres Round - 216 flèches  | 2114     | 2160             | États-Unis | Reo Wilde Braden Gellenthien Dave Cousins            | 5 mai 2012     | Poreč        | Coupe du monde de tir à l'arc 1re étape         |
| 50 mètres Round - 216 flèches  | 2133     | 2160             | États-Unis | Reo Wilde Alex Wifler Steve Anderson                 | 27 avril 2016  | Shanghai     | Coupe du monde de tir à l'arc Hyundai 1re étape |
| Match - 24 flèches (extérieur) | 239      | 240              | États-Unis | Reo Wilde Braden Gellenthien Dave Cousins            | 6 juillet 2011 | Turin        | Coupe du monde de tir à l'arc                   |
| Match - 48 flèches             | 464      | 480              | États-Unis | Reo Wilde Logan Wilde Dave Cousins                   | 12 mai 2006    | Poreč        | Coupe du monde Meteksan 3e étape                |
| Match - 24 flèches (intérieur) | 240 (0X) | 240              | États-Unis | Chance Beaubouef Jesse Broadwater Braden Gellenthien | 8 avril 2009   | Rzeszów      | Championnat du monde de tir à l'arc en salle    |

## Records Femmes

### Arc Classique
| Discipline                                     | Record    | Maximum de point | Archère           | Date              | Lieu       | Evènement                                           |
| ---------------------------------------------- | --------- | ---------------- | ----------------- | ----------------- | ---------- | --------------------------------------------------- |
| 1440 Round - 144 flèches                       | 1405      | 1440             | Park Sung-hyun    | 10 octobre 2004   | Cheongju   | 85e Festival national du sport                      |
| 70 mètres - 36 flèches                         | 351       | 360              | Park Sung-hyun    | 9 octobre 2004    | Cheongju   | 85e Festival national du sport                      |
| 60 mètres - 36 flèches                         | 353       | 360              | Yun Ok-hee        | 6 août 2009       | Shanghai   | Coupe du monde de tir à l'arc 4e étape              |
| 50 mètres - 36 flèches                         | 351       | 360              | Kim Gyeongeun     | 19 juillet 2015   | Yecheon    | 36e Wha-Rang Flag District Match Archery tournament |
| 30 mètres - 36 flèches                         | 360 (22X) | 360              | Han Heeji         | 18 septembre 2015 | Yecheon    | 47e National All-Star Archery Tournament            |
| 70 mètres Round - 72 flèches                   | 694       | 720              | Lim Si-hyeon      | 25 juillet 2024   | Paris      | Jeux Olympiques Paris 2024                          |
| Match de 12 flèches (extérieur)                | 119       | 120              | Yun Ok-hee        | 29 mai 2008       | Antalya    | Coupe du monde Hyundai                              |
| Match de 18 flèches (extérieur)                | 175       | 180              | Kim Won Jeong     | 1er octobre 1998  |            |                                                     |
| Combined Final Rounds - 36 flèches (extérieur) | 345       | 360              | Choi Nam Ok       | 8 août 2000       | Wonju      | Korea International                                 |
| 25 mètres - 60 flèches                         | 592       | 600              | Petra Eicsson     | 1er mars 1991     |            |                                                     |
| 18 mètres - 60 flèches                         | 595       | 600              | Ryoq Su Jung      | 1er décembre 2018 | Macao      | Macau Indoor Archery Open                           |
| Combined Final Rounds - 36 flèches (Intérieur) | 358       | 360              | Natalia Valeeva   | 3 mars 2002       |            |                                                     |
| Match de 18 flèches (intérieur)                | 179       | 180              | Natalia Bourdeïna | 1er décembre 1999 |            |                                                     |
| Match de 12 flèches (intérieur)                | 120 (0X)  | 120              | Natalia Valeeva   | 1er mars 1995     | Birmingham | Championnat du monde de tir à l'arc en salle        |

#### Arc Classique par équipe
| Discipline                     | Record | Maximum de point | Équipe       | Archères                                          | Date              | Lieu       | Evènement                                     |
| ------------------------------ | ------ | ---------------- | ------------ | ------------------------------------------------- | ----------------- | ---------- | --------------------------------------------- |
| 1440 Round - 432 flèches       | 4129   | 4320             | Corée du Sud | Park Sung-hyun Yun Mi-jin Yun Ok-hee              | 10 décembre 2005  | New Delhi  | 14e Championnats d'Asie de tir à l'arc        |
| 70 mètres Round - 216 flèches  | 2053   | 2160             | Corée du Sud | Chang Hye Jin Kang Chae Young Lee Eun Gyeong      | 21 juin 2018      | Antalya    | Coupe du monde Hyundai                        |
| Match - 24 flèches (extérieur) | 231    | 240              | Corée du Sud | Joo Hyun Jung Park Sung-hyun Yun Ok-hee           | 10 septembre 2008 | Pékin      | JO de 2008                                    |
| Match - 48 flèches             | 449    | 480              | Corée du Sud | Kim Yu Mi Lee Sung-jin Lee Tuk Young              | 9 juin 2006       | Antalya    | Coupe du monde de tir à l'arc - 2e étape      |
| Match - 24 flèches (intérieur) | 236    | 240              | Ukraine      | Tetyana Berezhna Nina Mylchenko Maryna Veselovska | 31 janvier 2013   | Tcherkassy | Championnat ukrainien de tir à l'arc en salle |

### Arc à poulies
| Discipline                                     | Record    | Maximum de point | Archère               | Date              | Lieu       | Evènement                                      |
| ---------------------------------------------- | --------- | ---------------- | --------------------- | ----------------- | ---------- | ---------------------------------------------- |
| 1440 Round - 144 flèches                       | 1424      | 1440             | Sara López            | 10 novembre 2015  | Ibagué     | 20e jeux nationales"Carlos Lleras Restrepo"    |
| 70 mètres - 36 flèches                         | 353       | 360              | Kristina Heigenhauser | 26 juin 2011      | Ebersberg  | Internationales FITA-Turnier Des BSG Ebersberg |
| 60 mètres - 36 flèches                         | 357       | 360              | Danelle Wentzel       | 31 mars 2018      | Almere     | Marks Park Archery Club                        |
| 50 mètres - 36 flèches                         | 356       | 360              | Sara López            | 10 novembre 2015  | Ibagué     | 20e jeux nationales"Carlos Lleras Restrepo"    |
| 30 mètres - 36 flèches                         | 360 (27X) | 360              | Jamie Van Natta       | 8 août 2009       | Hamilton   | 125e championnat américain target              |
| 70 mètres Round - 72 flèches                   | 701       | 720              | Jamie Van Natta       | 3 juin 2006       | Bloomfield | Gold Cup                                       |
| 50 mètres Round - 72 flèches                   | 718       | 720              | Ella Gibson           | 13 juillet 2024   | Woking     | The Archery GB National Tour - Stage 3         |
| Match de 15 flèches (extérieur)                | 150 (11X) | 150              | Linda Ochoa-Anderson  | 12 mai 2018       | Newberry   | USAT #2 Easton Foundations Gators Cup          |
| Match de 18 flèches (extérieur)                | 176       | 180              | Jamie Van Natta       | 1er juillet 1999  |            |                                                |
| Match de 12 flèches (extérieur)                | 120 (7X)  | 120              | Jamie Van Natta       | 26 septembre 2009 | Bloomfield | Gold Cup                                       |
| Combined Final Rounds - 36 flèches (extérieur) | 350       | 360              | Gladys Willems        | 30 mai 2004       | Mol        | Belgin Outdoor Rankingground                   |
| 25 mètres - 60 flèches                         | 588       | 600              | Holly Larson          | 4 avril 2009      | Waconia    | Championnat 25 m de l'état du Minnesota        |
| 18 mètres - 60 flèches                         | 595       | 600              | Erika Jones           | 26 février 2014   | Nîmes      | Coupe du monde de tir à l'arc en salle         |
| Combined Final Rounds - 36 flèches (Intérieur) | 356       | 360              | Mary Hamm             | 26 mars 2005      | Aalborg    | Championnat du monde de tir à l'arc en salle   |
| Match de 18 flèches (intérieur)                | 179       | 180              | Petra Ericsson        | 1er février 1996  |            |                                                |
| Match de 15 flèches (intérieur)                | 150 (0X)  | 150              | Song Yun Soo          | 21 janvier 2017   | Nîmes      | Coupe du monde de tir à l'arc en salle         |
| Match de 12 flèches (intérieur)                | 120 (0X)  | 120              | Mary Hamm             | 25 mars 2005      | Aalborg    | Championnat du monde de tir à l'arc en salle   |

#### Arc à poulies par équipe
| Discipline                     | Record | Maximum de point | Équipe       | Archères                                             | Date               | Lieu     | Evènement                                    |
| ------------------------------ | ------ | ---------------- | ------------ | ---------------------------------------------------- | ------------------ | -------- | -------------------------------------------- |
| 1440 Round - 432 flèches       | 4157   | 4320             | États-Unis   | Erika Jones Kendal Nicely Jamie Van Natta            | 8 juillet 2007     | Leipzig  | Championnat du monde de tir à l'arc          |
| 70 mètres Round - 216 flèches  | 2068   | 2160             | États-Unis   | Jamie Van Natta Erika Jones Diane Watson             | 1er septembre 2010 | Shanghai | Coupe du monde de tir à l'arc 4e étape       |
| 50 mètres Round - 216 flèches  | 2108   | 2160             | Corée du Sud | Choi Bomin So Chaewon Song Yun Soo                   | 26 novembre 2017   | Dacca    | Championnats d'Asie de tir à l'arc 2017      |
| Match - 24 flèches (extérieur) | 238    | 240              | Corée du Sud | Choi Bomin Kim Yun-hee Seok Ji Hyun                  | 24 septembre 2014  | Incheon  | Jeux d'Asie                                  |
| Match - 48 flèches             | 454    | 480              | Russie       | Oktyabrina Bolotova Sofia Goncharova Anna Kazantseva | 9 juin 2006        | Antalya  | Coupe du monde 2e étape                      |
| Match - 24 flèches (intérieur) | 237    | 240              | Italie       | Irene Franchini Lauta Longo Marcella Tonioli         | 10 mars 2017       | Vittel   | Championnat du monde de tir à l'arc en salle |